# Nagy Éva (ejtőernyős)
Nagy Éva (1937–) magyar ejtőernyős sportoló.

## Sporteredmények
1958 novemberében a Magyar Honvédelmi Sportszövetség női ejtőernyősei csoportos, világcsúcsjavító kísérletet hajtottak végre a budaörsi repülőtéren. A csapat további tagjai, Sörös Erika, Osztermann Márta, Rajcsányi Mária és Papp Katalin közvetlenül a cél körül értek földet. Közel négy méterrel döntötték meg a világcsúcsot. Tizenegy méter nyolcvanhét centiméteres átlagukkal túlszárnyalták az érvényes férfi csúcsot is.

## Külső hivatkozások
- Nagy Éva. filmintezet.hu. (Hozzáférés: 2012. január 17.)